# Chamaecereus silvestrii
Chamaecereus silvestrii es una especie de planta suculenta perteneciente al género Chamaecereus, dentro de la familia Cactaceae. Es endémica del noroeste de Argentina, concretamente de la provincia de Tucumán.

## Descripción

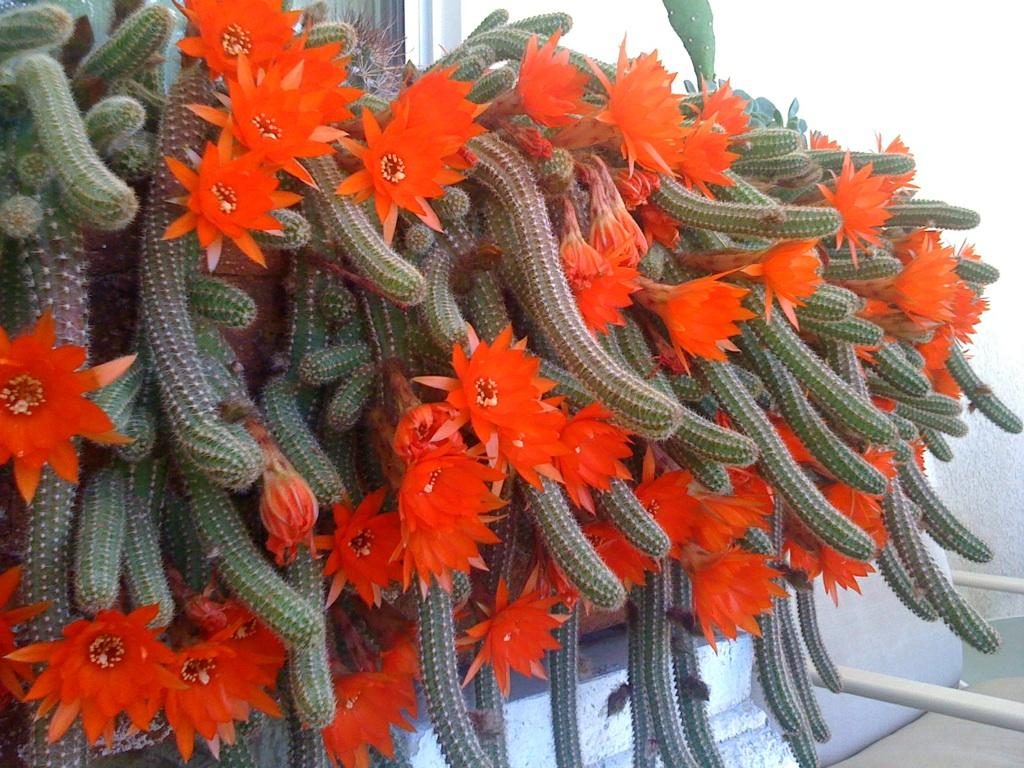
Detalle de los tallos en flor

Chamaecereus silvestrii es una especie de cactus que desarrolla numerosos tallos laterales de aproximadamente 1 cm de diámetro, formando densos céspedes de tallos largos rastreros en forma de dedo. Son de color verde claro, aunque con la luz se pueden tornar de color púrpura y presentan de 8 a 10 costillas. Las areolas son numerosas y tienen de 10 a 15 espinas blancas de 1 a 1,5 mm de longitud. 
Las flores son hermafroditas, tienen forma de embudo con simetría radial y tienen un diámetro de aproximadamente 4 cm. Las brácteas florales son numerosas y son de color bermellón brillante (naranja rojizo). En cada flor hay un estilo amarillento y también numerosos estambres. Las flores aparecen desde mayo hasta julio en un lado de los brotes. 

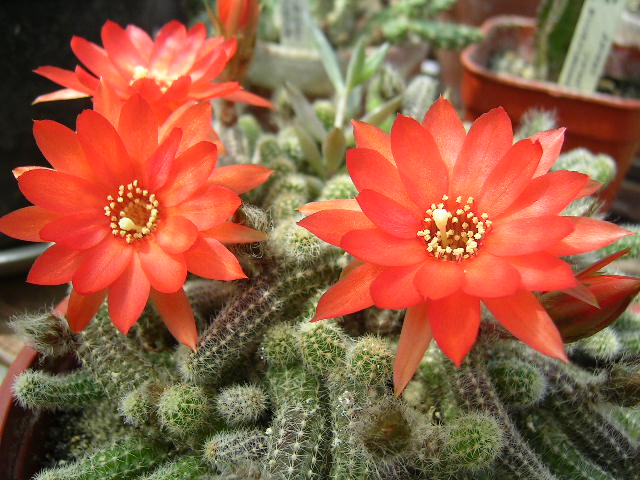
Detalle de las flores

El fruto es de color rojo turbio, mide 7 mm de largo, es esférico y contiene  semillas pequeñas y negras.

## Distribución y hábitat
El área de distribución nativa de esta especie es el noroeste de Argentina (concretamente en la provincia de Tucumán) y crece principalmente en biomas desérticos o de matorrales secos, a altitudes de 2500 a 3500 m sobre el nivel del mar.

## Taxonomía
La primera descripción de esta especie fue como Cereus silvestrii, publicada en 1911 por el botánico argentino Carlos Luis Spegazzini en la revista ilustrada Anales del Museo Nacional de Buenos Aires, ser. 3, 11: 483.
Más tarde, los botánicos estadounidenses Nathaniel Lord Britton y Joseph Nelson Rose trasladaron la especie al género Chamaecereus, por lo que pasó a llamarse Chamaecereus silvestrii. Registraron estos cambios en el libro The Cactaceae; descriptions and illustrations of plants of the cactus family 2:48, publicado en 1922.
Etimología
- Chamaecereus: nombre genérico que deriva de la palabra griega chamai (que significa 'en el suelo', 'pequeño' o 'enano'), y la palabra latina cereus (que se traduce como 'vela' o 'cirio'), haciendo alusión a su forma alargada perfectamente recta. Por tanto se puede traducir como 'cactus alargados que crecen muy cerca del suelo o de pequeño tamaño'.[4]
- silvestrii: epíteto específico otorgado en honor al entomólogo y botánico italiano Philippo Silvestri (1873-1949).[5]

## Estado de conservación
En la Lista Roja de Especies Amenazadas de la UICN, la especie está clasificada como “Datos insuficientes (DD)”.

## Usos
Se cultiva principalmente como planta ornamental y su propagación se realiza a través de esquejes o semillas.

## Galería

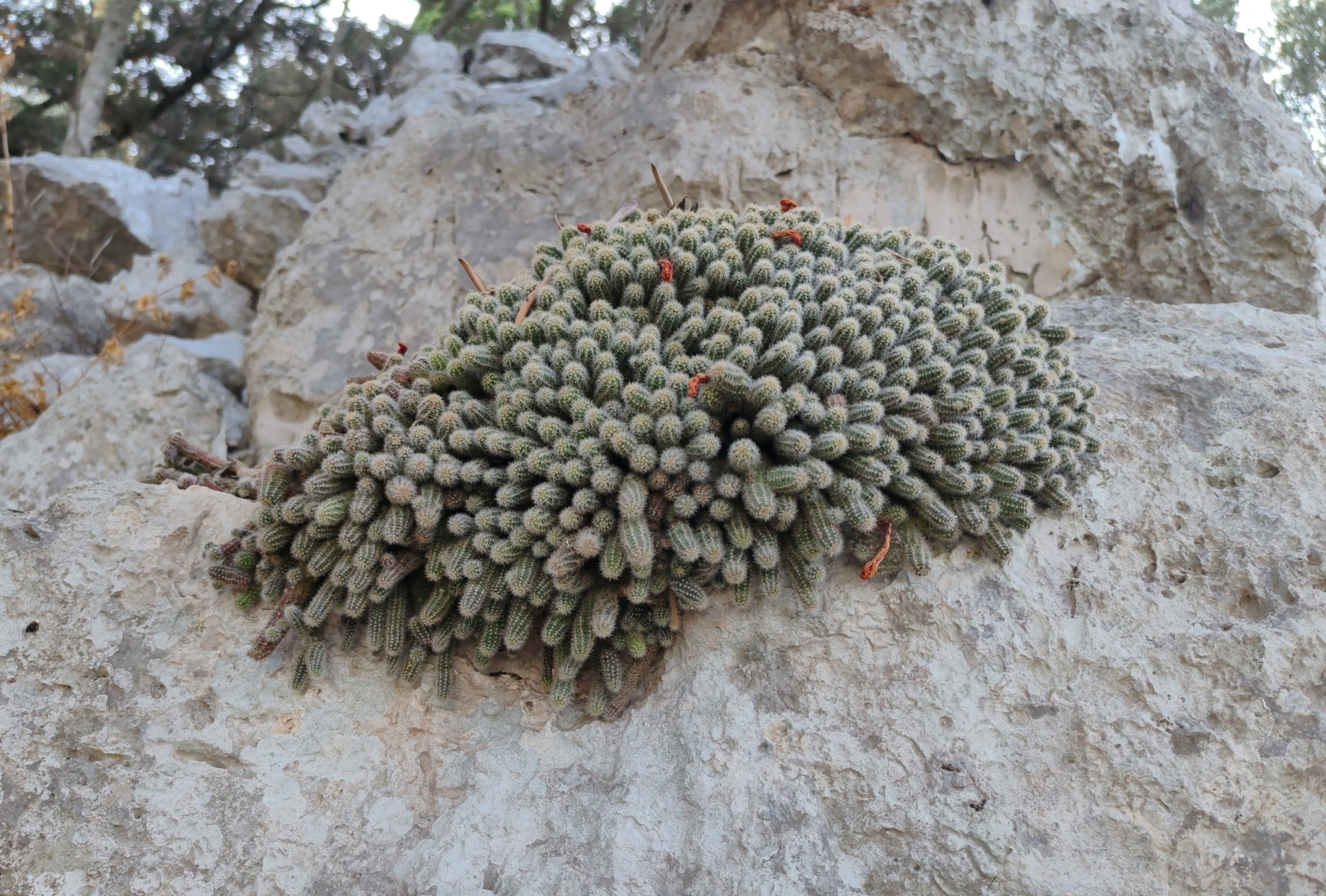
Planta en su hábitat
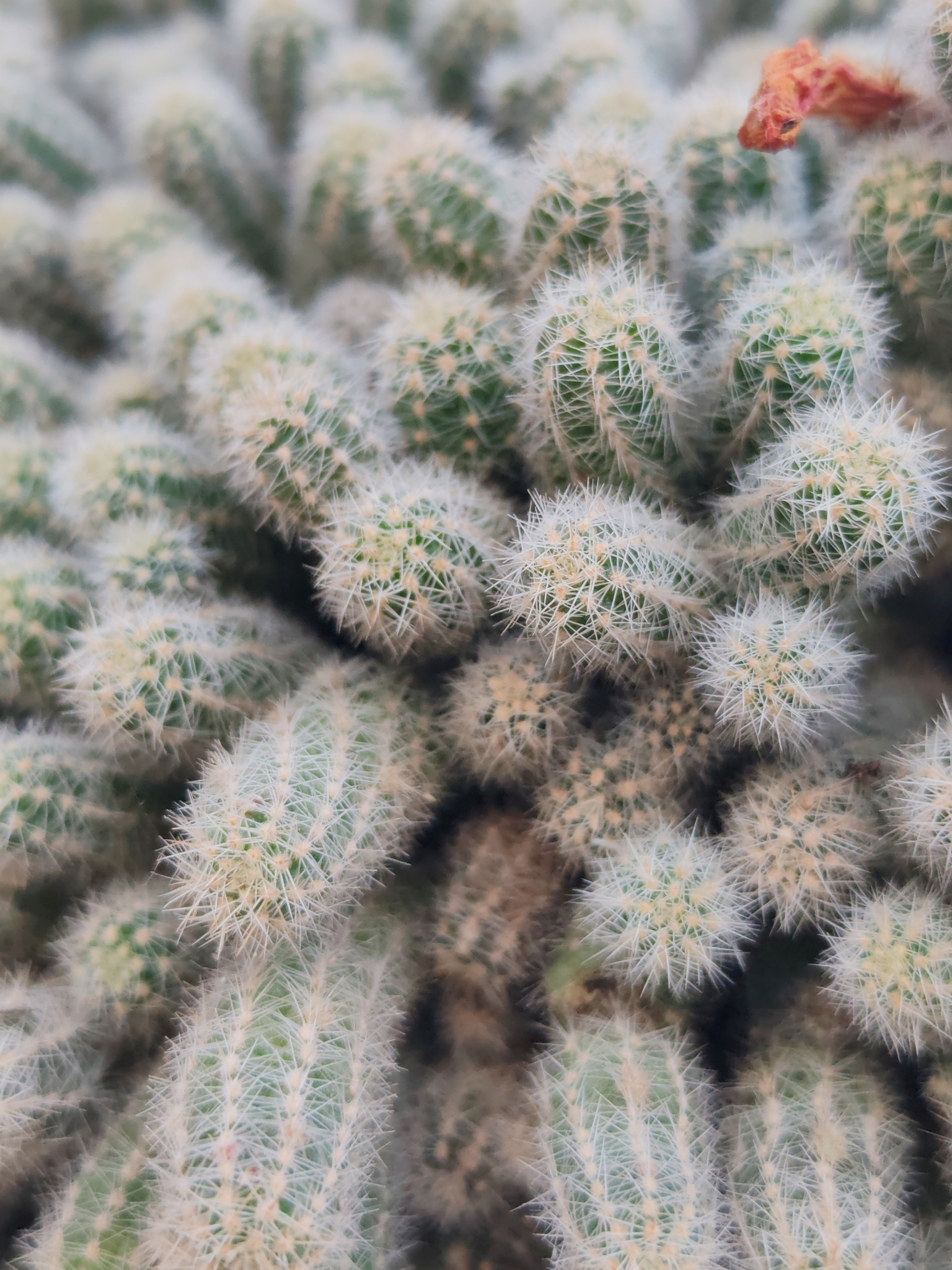
Detalle de los tallos
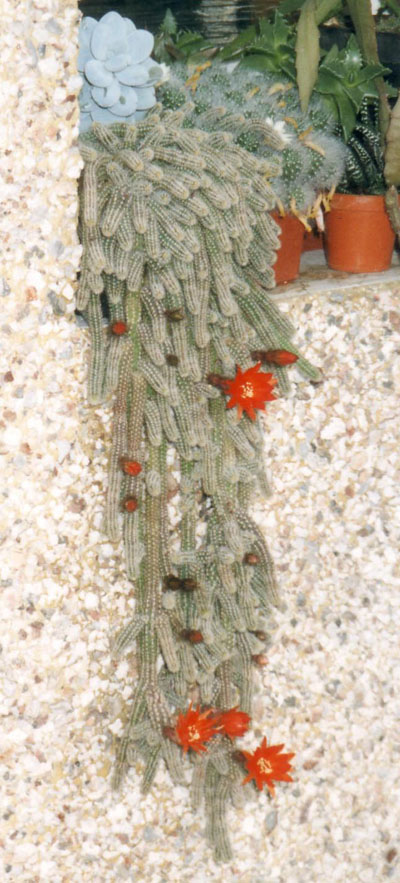
Planta cultivada en maceta
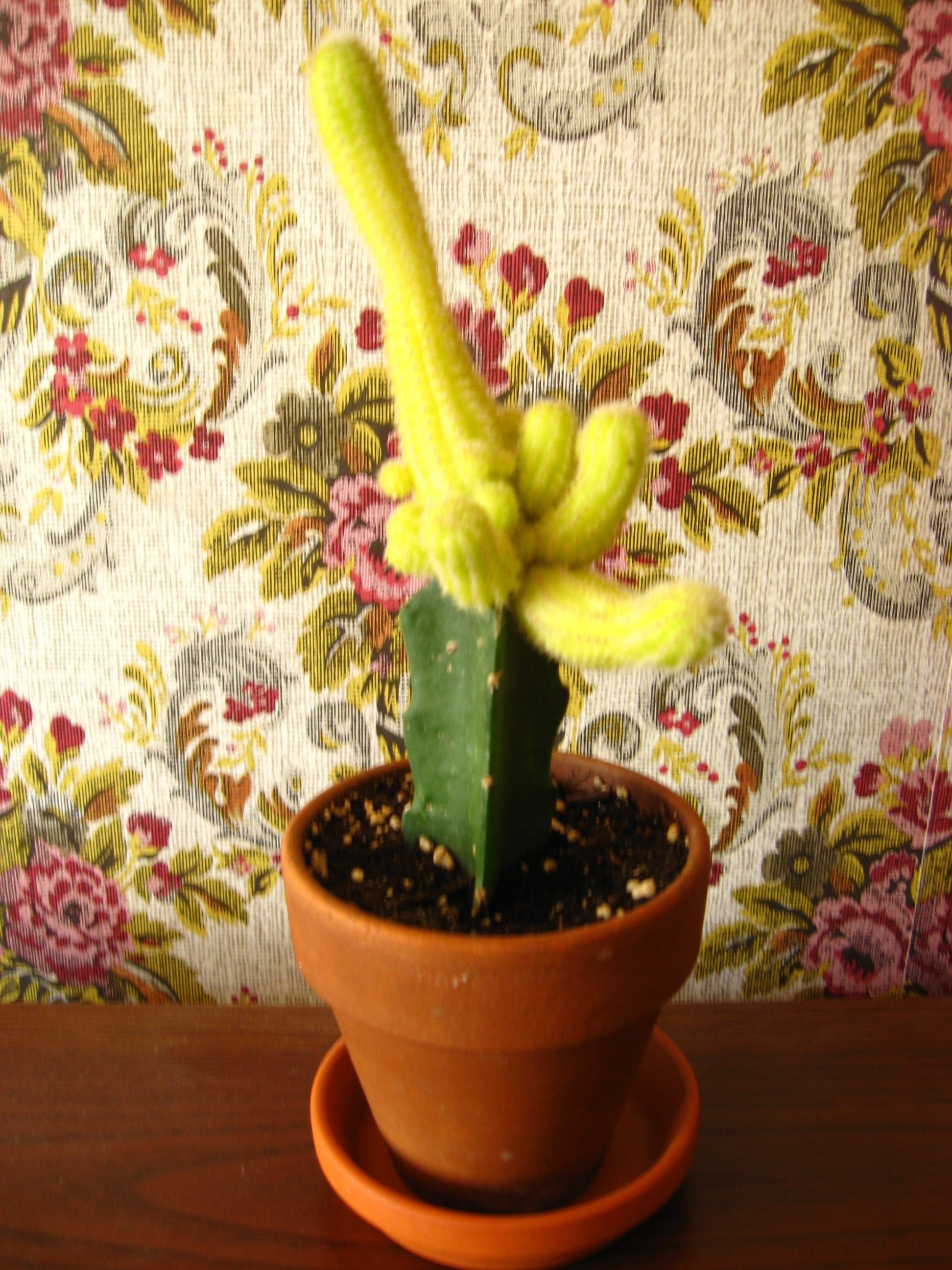
Planta en injerto, variedad aurea
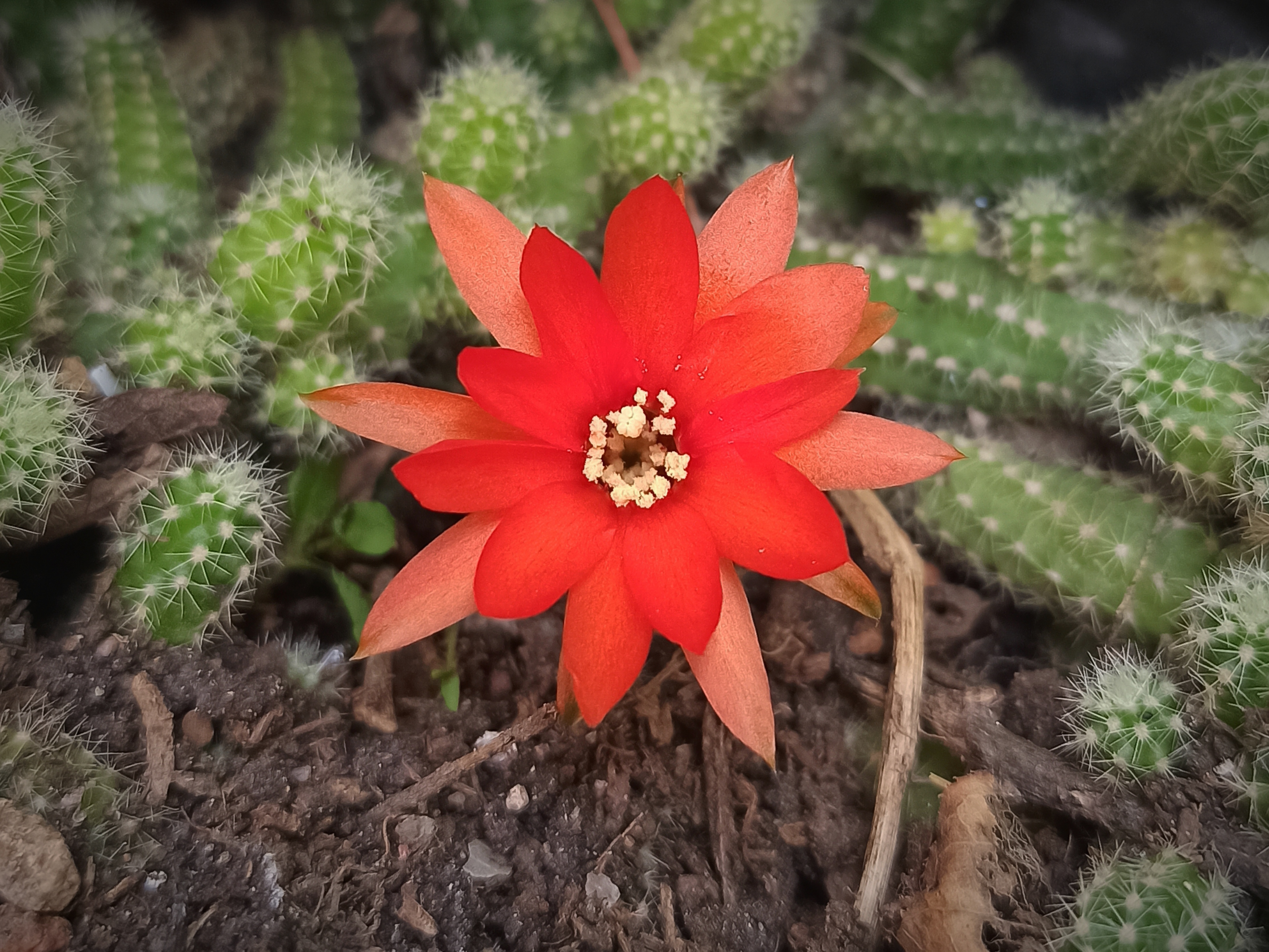
Detalle de la flor